# Histoires de cochons et de science-fiction
Histoires de cochons et de science-fiction est une anthologie de nouvelles de science-fiction réunies par Sylvie Denis, mettant en scène des cochons. L'anthologie est parue aux éditions Le Bélial' au cours du deuxième trimestre 1998.

## Critique littéraire
L'anthologie a été critiquée de manière positive par Jean-Pierre Lion dans la revue Bifrost, n°13, d'avril 1999.

## Introduction et postface
- Introduction de Sylvie Denis : « Des cochons dans l'éprouvette » (pages 7 à 9).
- Postface (collectif) : « Les titres auxquels vous avez (jambon) cru échapper » (pages 197 à 201).

## Nouvelles

### Cyril le Cybercochon
- Auteur : (en) Eugene Byrne.
- Titre original : Cyril the Cyberpig.
- Première publication dans le magazine Interzone en 1992.
- Liens externes :
  - Fiche sur iSFdb
  - Publications en France, selon Noosfère
- Situation dans le recueil : pages 11 à 39.
- Résumé : 
  - Un trio de jeunes entrepreneurs, notamment le narrateur Andrew Davies, crée une série de dessins animés pour la jeunesse dont le héros est Cyril, un cochon intelligent et pourchassant les criminels. Il est représenté portant une armure en acier autour du corps et une mitraillette dans le groin. À la troisième saison de la série animée, et alors que la créativité des jeunes gens faiblit, une multinationale leur propose d'acheter les droits sur Cyril, afin d'en faire une icône pour un nouveau parc d'attraction qui doit bientôt être érigé. Le chèque est tellement intéressant que Andrew Davies et ses deux associés vendent les droits de propriété intellectuelle concernant Cyril.
  - Le parc d'attraction est bâti. Sur la base d'un vrai cochon biologique auquel on a trafiqué le cerveau de manière à augmenter l'intelligence et le caractère de l'animal, « Cyril » voit donc le jour. Il s'agit d'un cyborg (ou plutôt un « cyporc » : moitié porc, moitié IA), un cochon « augmenté » dont le cerveau est aidé par l'intelligence artificielle. Le cybercochon Cyril devient effectivement la mascotte du parc de loisirs. Un jour, un événement inattendu se produit : des hooligans s'en prennent à Cyril, l'insultent et jettent des canettes de bière dans sa direction. Or un employé du parc de loisirs avait, à l'insu de tous, remplacé les pétards de la chambre des munitions du cochon par de vrais balles afin que le cochon tue un autre employé du parc avec lequel il avait une rivalité amoureuse. Quand Cyril est pris à partie par les hooligans, il fait mine de tirer dans leur direction. Mais au lieu de pétards, ce sont les vraies balles qui sortent du groin : on compte plusieurs morts et blessés.
  - Un débat juridique s'ouvre alors : est-ce celui qui a inséré les vraies balles qui doit être seul condamné ? le cochon est-il responsable pénalement ? la société qui gère le parc doit-elle être condamnée ? Cyril prend la fuite. Il trouve refuge chez Andrew Davies, qui l'accueille avec réticence. Andrew modifie l'IA du cerveau de Cyril, qui apprend tout de la vie de son créateur en lisant ses journaux intimes remontant à son adolescence. Il devient en quelque sorte le meilleur ami d'Andrew Davies ; il est quasiment son alter-ego. Finalement, Andrew et Cyril s'associent pour créer de nouveaux programmes télévisés.

### Des cochons, pour la plupart
- Auteur : Ian Lee.
- Titre original : Pigs, Mostly.
- Première publication : Interzone, n°50, août 1991.
- Liens externes :
  - Fiche sur iSFdb
  - Publications en France, selon Noosfère
- Situation dans le recueil : pages 41 à 58.
- Résumé : La nouvelle évoque l'activité de Margery et Joe Muttock, propriétaires d'une ferme, qui se sont spécialisés dans l'insémination artificielle. Mais cette insémination ne concerne pas les animaux, mais les bébés humains, et les mères porteuses sont des truies. Aujourd'hui, les époux Jones viennent chercher leur nourrisson, dont la gestation a été faite dans l'utérus d'une truie et qui a été nourri durant les premiers jours suivant sa naissance avec le lait de la truie. Quand les clients leurs demandent ce qu'ils produisent dans la ferme, les époux Muttock leurs répondent : « Des cochons, pour la plupart ».

### Origine de la Première Loi de Purnath
- Auteur : Serge Lehman.
- Première publication dans cette anthologie.
- Liens externes :
  - Fiche sur iSFdb
  - Publications en France, selon Noosfère
- Situation dans le recueil : pages 59 à 67.
- Résumé : 
  - Issus du Paléolithique, des Cochons intelligents ont trouvé refuge dans des galeries souterraines et y ont construit une civilisation avancée. Ils n'ont rien à voir avec les cochons restés en surface, domestiqués par l'homme et demeurés stupides.
  - Au VIIe siècle, un humain tombe par mégarde dans une galerie souterraine et fait connaissance avec les Cochons intelligents et notamment leur chef, Purnath. L'homme est Mahomet et a reçu depuis plusieurs mois des messages de Dieu. Il reste détenu par les Cochons pendant plusieurs semaines et apprend à les connaître. Les Cochons discutent beaucoup avec lui. Les Cochons sont impressionnés par le charisme de cet homme. Quand les Cochons autorisent Mahomet à remonter à la surface, non sans avoir promis de garder le secret sur ce qu'il a vu et vécu, il insère dans le Coran l'interdiction de manger du cochon.
  - Le chef de la communauté cochonne souterraine fait de même : il s'agit de la « Première Loi de Purnath », interdisant aux Cochons de manger de l'Homme.
- Article connexe : L'Ultime Secret, roman de Bernard Werber (2001).

### Le Plombier pie de Haemlin
- Auteur : Brian Stableford.
- Titre original : The Piebald Plumber of Haemlin.
- Première publication dans cette anthologie.
- Liens externes :
  - Fiche sur iSFdb
  - Publications en France, selon Noosfère
- Situation dans le recueil : pages 69 à 84.
- Remarques : 
  - La nouvelle fait référence au Joueur de flûte de Hamelin.
  - Le terme « pie » fait référence à la « robe pie » (= pelage bicolore) du cochon héros de la nouvelle.
- Résumé : 
  - Dans un lointain futur, les Humains ont quitté la Terre, trop banale pour eux, et se sont réfugiés dans la Lune dont ils ont évidé les quatre cinquième du cœur. La fine pellicule de roche laissée en place sert de bouclier protecteur contre les rayons cosmiques. Les Humains se sont « condensés » en un seul Esprit et une seule Chair. Ils ont perdu le sens de l'individualité. Ils sont dirigés par le Cerveau et sont nourris par le Sang. Au moment où débute le récit, ils ont un problème : des Rats, venus d'on ne sait où, prolifèrent dans les cavités de la Lune et se nourrissent du Sang. Non seulement il y a moins de Sang pour nourrir les Humains, mais au surplus on craint que les Rats ne provoquent des maladies.
  - Les Humains font donc appel à une espèce qu'ils ont aidée à se développer sur Terre : les Cochons. Ces derniers ont développé sur Terre une civilisation qui a remplacé celle des Hommes. Les Cochons envoient sur la Lune le meilleur de leurs « plombiers », un cochon prénommé Tam. Celui-ci parcourt les souterrains lunaires et parvient à capturer une douzaine de Rats. Il les examine, les dissèque, analyse leur ADN. Il s'agit bien des descendants des rats communs qui avaient peuplé la Terre quelques milliers d'années auparavant, quand les Hommes régnaient en maître sur la Terre. Il met en place un plan : il diffuse dans la Lune une odeur artificielle à base de phéromones qui attire irrésistiblement les Rats. Ceux-ci se précipitent vers son vaisseau spatial et, au bout de quelques heures, Tam a la quasi-certitude que son piège a parfaitement fonctionné. Interrogé, le Cerveau confirme qu'il n'y a plus aucun Rat sur la Lune. Tam demande alors le paiement de sa prestation. Mais les Humains demandent à Tam de répondre à une question : garantit-il qu'il n’y aura plus jamais de Rats dans les couloirs souterrains ?
  - Pour répondre à cette question, Tam doit répondre à une question préalable : comment les Rats ont-ils pu arriver sur la Lune, compte tenu des règles de sécurité draconiennes empêchant tout animal non désiré de parvenir sur la Lune ? Après une longue réflexion et avec l’aide des Cochons de la Terre, il explique qu'il n'y a qu'une seule solution possible : ce sont les Humains eux-mêmes qui ont créé les Rats. Plus précisément, c'est l'inconscient collectif terrien qui, face à une situation parfaite et à une jouissance absolue, a conçu les Rats. Ces rongeurs sont donc le produit de l’activité mentale humaine. Donc rien ne garantit qu'il n'y aura jamais de retour des Rats : ils reviendront si les Humains le souhaitent inconsciemment. Tam est rémunéré pour sa prestation (des perles hautement précieuses), et repart sur Terre avec les Rats, « enfants » des rêves inconscients de l'humanité.
  - La conscience collective humaine interroge le Cerveau : la théorie de Tam est-elle sérieusement pertinente ? Les humains vont continuer à débattre longtemps sur ce sujet… jusqu'à l’arrivée d'un nouveau cauchemar, fruit de leur inconscient…

### Le Goût du feu
- Auteur : Thomas Day.
- Première parution dans cette anthologie.
- Liens externes :
  - Fiche sur iSFdb
  - Publications en France, selon Noosfère
- Situation dans le recueil : pages 85 à 100.
- Résumé : Le narrateur est un jeune auteur français de science-fiction. Thomas réside en Roumanie ; on est dans les années 1990, quelques années après la chute du dictateur Ceaușescu. Avec quatre autres personnes, il a été invité par le gouvernement roumain. Le groupe sera invité à donner son expertise sur un sujet qui leur sera communiqué à Timișoara. Ce jour-là, Thomas attend Nancy, l'une des autres participants du groupe, à l'aéroport de Timisoara. Le trajet est compliqué pour se rendre à une centaine de kilomètres de là, avec des routes mal goudronnées et défoncées. Les cinq personnes se rencontrent : outre le narrateur Thomas (romancier français de SF) et Nancy (historienne anglaise des sciences), il y a aussi William Nacht (généticien), Di Franco (journaliste américain) et Tanakura Ken (spécialiste en robotique). Le militaire qui les chaperonne les emmène dans un lieu top-secret. Le bâtiment contient une pièce sombre : à l'intérieur, un cochon géant qui a été créé par le génie génétique sous l'ère Ceaușescu. On les a réunis pour leur présenter ce cochon épouvantable qui ressemble à une bête de l'enfer. La question posée est : que faire de cette bête ? La présenter au monde entier ? Lui donner une descendance avec un autre cochon ? La tuer ? La placer dans un zoo ? Sur les cinq membres du groupe, seule Nancy hurle « Brûlez-le ! » tandis que les quatre autres restent mutiques. Les cinq invités sont ramenés à Timisoara et à Bucarest.

### Honoré a disparu
- Auteur : Roland C. Wagner.
- Première publication dans cette anthologie.
- Liens externes :
  - Fiche sur iSFdb
  - Publications en France, selon Noosfère
- Situation dans le recueil : pages 101 à 178.
- Remarque : nouvelle la plus longue de l'anthologie (78 pages).
- Résumé :

### Un tour de cochon
- Auteur : Esther Friesner.
- Titre original : A Pig's Tale.
- Première publication dans l'anthologie Fantastic Alice (1995).
- Liens externes :
  - Fiche sur iSFdb
  - Publications en France, selon Noosfère
- Situation dans le recueil : pages 179 à 196.
- Résumé :